# الإدارة العامة للصحافة والنشر (الصين)
الإدارة العامة للصحافة والنشر هي الوكالة الإدارية المسؤولة عن تنظيم وتوزيع الأخبار والمنشورات المطبوعة والإنترنت في الصين. ويشمل ذلك منح تراخيص النشر للدوريات والكتب. تخضع الإدارة للسيطرة المباشرة لإدارة الدعاية في الحزب الشيوعي الصيني منذ عام 2018. كما أنها تنسق مع سلطات الدولة الأخرى مثل إدارة الدولة للإذاعة والسينما والتلفزيون، والمكتب الإعلامي لمجلس الدولة، وشينخوا. تم دمج الإدارة العامة للصحافة والنشر مع إدارة الدولة للإذاعة والسينما والتلفزيون لتشكيل إدارة الدولة للصحافة والنشر والإذاعة والسينما والتلفزيون.
وقد تعرضت الوكالة للسخرية في حرب الماكينة البارزة للإدمان على الإنترنت.

## مجال المسؤوليات
الوكالة هي المسؤولة عن تنظيم:
- دور النشر الجديدة: وتشمل الكتب والمسموعة والمرئية والنشر الإلكتروني والصحف والمجلات الدورية.
- مكاتب التوزيع العام للمطبوعات: بما في ذلك الكتب والصحف والدوريات والمنتجات السمعية والبصرية والمطبوعات الإلكترونية.
- وكالات حقوق النشر: وكالات إنتاج الصوت والفيديو ووكالات نسخ المطبوعات الإلكترونية ومجموعات الصحف.
- الوكلاء: التعامل مع المطبوعات المستوردة.
- المشاريع الأجنبية المشتركة في صناعة الأخبار والمطبوعات والاتصالات.